# Jean d'Enghien, seigneur de La Motte
Pour les articles homonymes, voir Jean.
Jean d'Enghien-d'Havré, chevalier était un bailli du Boussoit.

## Biographie
Il était le fils de Jake bâtard d'Havré. 

## Filiation
Jean épousa Marie de Sars de La Haye, fille de Jean de Sars dit Colard et de Waudru de Marchiennes, ils eurent comme descendance :
- Jean d'Enghien-Havré, dit de La Motte, chevalier qui épousa Margueritte de Castreau, fille d'Estienne de Castreau maïeur de Mons et de Catherine de Gembloux;
- Quinte d'Enghien-Havré, décédé en 1433.

### Sources
- Etienne Pattou .